# Bugio
Bugio, macaco-uivador, guariba, barbado ou aluata (Alouatta) é um gênero de macaco do Novo Mundo da família Atelidae, subfamília Alouattinae. A taxonomia do gênero é complexa, e envolve a classificação em três grandes complexos específicos: A. palliata (bugios da América Central), A. seniculus (bugios-ruivos e de mãos-ruivas da Amazônia e Mata Atlântica) e A. caraya (uma única espécie, típica do Cerrado e Pantanal). Dados genéticos e revisões taxonômicas consideraram algumas subespécies como espécies propriamente ditas. A cordilheira dos Andes separou dois grandes grupos de macacos do gênero: as espécies centro-americanas e as sul-americanas. Possuem uma ampla distribuição geográfica, desde o México até o norte da Argentina. São animais de porte relativamente grande e de dieta predominantemente folívora. Vivem em grupos de em média 10 indivíduos em um sistema poligínico de acasalamento. Possuem vocalizações características, que podem ser ouvidas a quilômetros de distância.

## Etimologia
Seu nome popular bugio deriva do topônimo Bugia, uma cidade da Argélia para a qual se exportavam velas e, provavelmente macacos. O nome popular guariba deriva do tupi waríwa. Em inglês, é chamado de "howler monkey".

## Taxonomia e evolução
Os bugios fazem parte da subfamília monotípica Alouattinae, e gênero Alouatta: A subfamília foi descrita por Édouard Louis Trouessart em 1897, e o gênero por Bernard Germain de Lacépède, em 1799. A espécie-tipo considerada por Lacépède foi Simia belzebul, definido por Linnaeus, em 1766. Johann Christian Polycarp Erxleben em 1777 criou o gênero Cebus e incluiu espécies que hoje são consideradas do gênero Alouatta. Posterior a descrição de Lacépède, outros autores acabaram por descrever outros gêneros para as mesmas espécies consideradas: Mycetes, por Johann Karl Wilhelm Illiger em 1811; Stentor por Étienne Geoffroy Saint-Hilaire em 1812.
O número de espécies consideradas varia, principalmente aquelas pertencentes às espécies amazônicas. Groves (2001) cita três grandes complexos específicos para o gênero:
- complexo A. palliatta: espécies da América Central.[10]
- complexo A. seniculus: bugios-ruivos ou de mãos-ruivas na Amazônia e Mata Atlântica.[6]
- complexo A. caraya: uma única espécie, o bugio-do-pantanal (A. caraya), típico do Cerrado e Pantanal.[6]

O complexo A. palliatta tem como espécies Alouatta palliata e Alouatta pigra, e parece não haver divergências quanto a existência dessas, mas alguns autores consideram a existência de outra, Alouatta coibensis, com duas subespécies: A. c. coibensis e A. c. trabeata. Groves (2001,2005) aceita tal hipótese. Rylands (2000) considerou a existência de apenas duas espécies, sendo Alouatta pigra monotípica, e A. palliata com cinco subespécies (palliata, aequatorialis, mexicana, coibensis e trabeata). Evidências genéticas foram insuficientes para corroborar com a possibilidade de A. coibensis ser uma espécie válida e provavelmente as populações da ilha Coiba e península de Azuero são A. palliatta.
No complexo A. seniculus, Hill (1962) listou nove subespécies de Alouatta seniculus: A. s. seniculus, A. s. arctoidea, A. s. straminea, A. s. macconnelli, A. s. insulanus, A. s. amazonica, A. s. juara, A. s. puruensis e A. s. sara. Entretanto, a forma arctoidea passou a ser considerada uma espécie propriamente dita, Alouatta arctoidea, por conta de diferenças no cariótipo. Por esse mesmo motivo, A. s. sara foi também considerada. A. s. straminea não é considerado um táxon válido, pois a espécie-tipo é uma fêmea de Alouatta caraya, e assim como A. s. insulanus, são sinônimos de Alouatta macconnelli, considerado uma espécie propriamente dita. As formas amazonica e puruensis foram indicadas por Groves (2001, 2005) como sinônimos de A. s. juara. Entretanto, Gregorin (2006) considerou puruensis como uma espécie separada, Alouatta puruensis, assim como Alouatta juara é a espécie que ocorre nos limites leste da distribuição de Alouatta seniculus. Entretanto, tal distribuição para A. juara é considerada incerta. Rylands (1995) havia listado quatro subespécies de Alouatta belzebul, incluindo a forma nigerrima dentro dessa espécie. Entretanto, estudos genéticos corroboram com a classificação de Alouatta nigerrima como espécie separada de A. belzebul, e, inclusive, demonstra que tal espécie é mais próxima de A. seniculus. As outras três formas, belzebul, dicolor e ululata foram consideradas como subespécies por Rylands (1995), mas desconsideradas como válidas por Groves (2001, 2005). Gregorin (2006) listou todas elas como espécies separadas: Alouatta belzebul, A. discolor e A. ululata.
Ainda no complexo A. seniculus, existe discussão se o bugio que ocorre na Mata Atlântica do sudeste e leste do Brasil e nordeste da Argentina tem como nome científico Alouatta guariba ou A. fusca. Para Rylands & Brandon-Jones (1998) o termo correto é guariba, mas para Gregorin (2006), é fusca. Rylands (2000) e Groves (2001, 2005) listam duas subespécies para A. guariba, A. g. guariba e A. g. clamitans. Entretanto, Gregorin (2006) considera esses dois táxons como espécies separadas. Harris et al (2005) sugere que as populações de A. g. clamitans do sul do Brasil são diferentes das populações mais ao norte, no sudeste e leste.
O complexo A. caraya possui apenas uma espécie, o bugio-preto ou bugio-do-pantanal (Alouatta caraya), que também não possui nenhuma subespécie. Entretanto, existe a possibilidade de existirem dois táxons para esse complexo, visto que as populações do Chaco boliviano são diferentes de populações encontradas no Mato Grosso e Goiás, no Brasil.
| Hill (1962) | Rylands (2000) | Groves (2001; 2005) | Gregorin (2006) |
| --- | --- | --- | --- |
| - Alouatta caraya - Alouatta belzebul - A. b. belzebul - A. b. discolor - A. b. mexianae - A. b. nigerrima - A. b. ululata - Alouatta guariba - A. g. beniensis - A. g. clamitans - A. g. guariba - Alouatta palliata - A. p. aequatorialis - A. p. coibensis - A. p. luctuosa - A. p. mexicana - A. p. pigra - A. p. palliata - A. p. trabeata - Alouatta seniculus - A. s. amazonica - A. s. arctoidea - A. s. insulanus - A. s. juara - A. s. macconnelli - A. s. puruensis - A. s. sara - A. s. seniculus - A. s. straminea | - Alouatta caraya - Alouatta belzebul - A. b. belzebul - A. b. discolor - A. b. ululata - Alouatta nigerrima - Alouatta guariba - A. g. clamitans - A. g. guariba - Alouatta palliata - A. p. aequatorialis - A. p. coibensis - A. p. luctuosa - A. p. mexicana - A. p. palliata - A. p. trabeata - Alouatta pigra - Alouatta seniculus - A. s. amazonica - A. s. arctoidea - A. s. insulanus - A. s. juara - A. s. puruensis - A. s. seniculus - A. ssp. (antigo straminea) - Alouatta sara | - Alouatta caraya - Alouatta belzebul - Alouatta nigerrima - Alouatta guariba - A. g. clamitans - A. g. guariba - Alouatta palliata - Alouatta coibensis - A. c. coibensis - A. c. trabeata - Alouatta pigra - Alouatta seniculus - A. s. arctoidea - A. s. juara - A. s. seniculus - Alouatta macconnelli - Alouatta sara | - Alouatta caraya - Alouatta belzebul - Alouatta discolor - Alouatta ululata - Alouatta nigerrima - Alouatta fusca - Alouatta clamitans - Alouatta juara - Alouatta macconnelli - Alouatta puruensis |

### Evolução e registro fóssil
Estudos moleculares demonstram que a subfamília Alouattinae se separou de Atelinae há cerca de 12,9 milhões de anos. Estudos com análise de DNA mitocondrial corroboram a hipótese de que o gênero é um grupo monofilético, que pode ser dividido em dois grandes clados: um clado representa as espécies encontradas na América do Sul e outro, as espécies encontradas no México e América Central. Os dados moleculares mostram que a divergência entre as espécies sul-americanas e centro-americanas ocorreu há cerca de 6,8 milhões de anos, o que coincide com o soerguimento da parte norte da cordilheira dos Andes. Na América Central, Alouatta palliata e Alouatta pigra divergiram há cerca de 3 milhões de anos, e a diversificação das espécies sul-americanas começou entre 4,8 e 5,1 milhões de anos atrás, no fim do Mioceno. A especiação das espécies ao norte dos Andes provavelmente foi mais tardia pelo fato de que antes da completa formação do istmo do Panamá a distribuição das populações era muito restrita. O registro fóssil mostra que a colonização da América Central não se deu antes do Plioceno. Na América do Sul, a primeira grande divisão de espécies coincide com a formação do rio Amazonas, separando A. belzebul e A. guariba de A. macconnelli, A. seniculus e A. sara. O surgimento da Caatinga foi responsável pela especiação de A. belzebul e A. guariba, ao passo que as espécies do norte e oeste da Amazônia surgiram em decorrência do aparecimento dos grandes rios. Alouatta caraya não possui nenhuma barreira geográfica clara que tenha contribuído com seu surgimento, que ocorreu há cerca de 4 milhões de anos, no Plioceno.
O registro fóssil é esparso e o gênero Stirtonia, descoberto no sítio paleontológico de La Venta, compartilha características que o torna próximo de Alouatta. Possui molares hipertrofiados com cíngulo bucal proeminente e uma crista oblíqua, o que se assemelha, mas de forma não tão especializada, aos molares dos atuais bugios. Provavelmente se alimentavam de folhas, também. Foram descritas duas espécies: Stirtonia tatacoensis e Stirtonia victoriae, ambas do Mioceno (entre 12,6 e 13,7 milhões de anos atrás). No Pleistoceno, existiu Cartelles coimbrafilhoi, que foi o maior primata das Américas, pesando entre 25 e 28 kg, e provavelmente compartilhou um ancestral com os atuais bugios. Era uma espécie que reunia características dos atuais bugios com a de outros atelídeos, e possuía hábitos terrestres bem desenvolvidos, quando comparado com os outros macacos do Novo Mundo. Em 1984, foi descoberto Alouatta mauroi (mas descrito apenas em 2008), do Pleistoceno tardio, e evidencia que o gênero já existia nesse período, na Bahia.

## Distribuição geográfica e habitat
Os bugios são os macacos do Novo Mundo com distribuição geográfica mais ampla: ocorrem desde Veracruz e a península de Iucatã, no México, até a província de Corrientes, na Argentina, e o Rio Grande do Sul, no Brasil. Provavelmente, ocorre no extremo noroeste do Uruguai. Ocupam todos os habitats florestais a leste e norte dos Andes, na América do Sul, e junto com Cebus albifrons, é o único primata a ser encontrado em Trinidad.

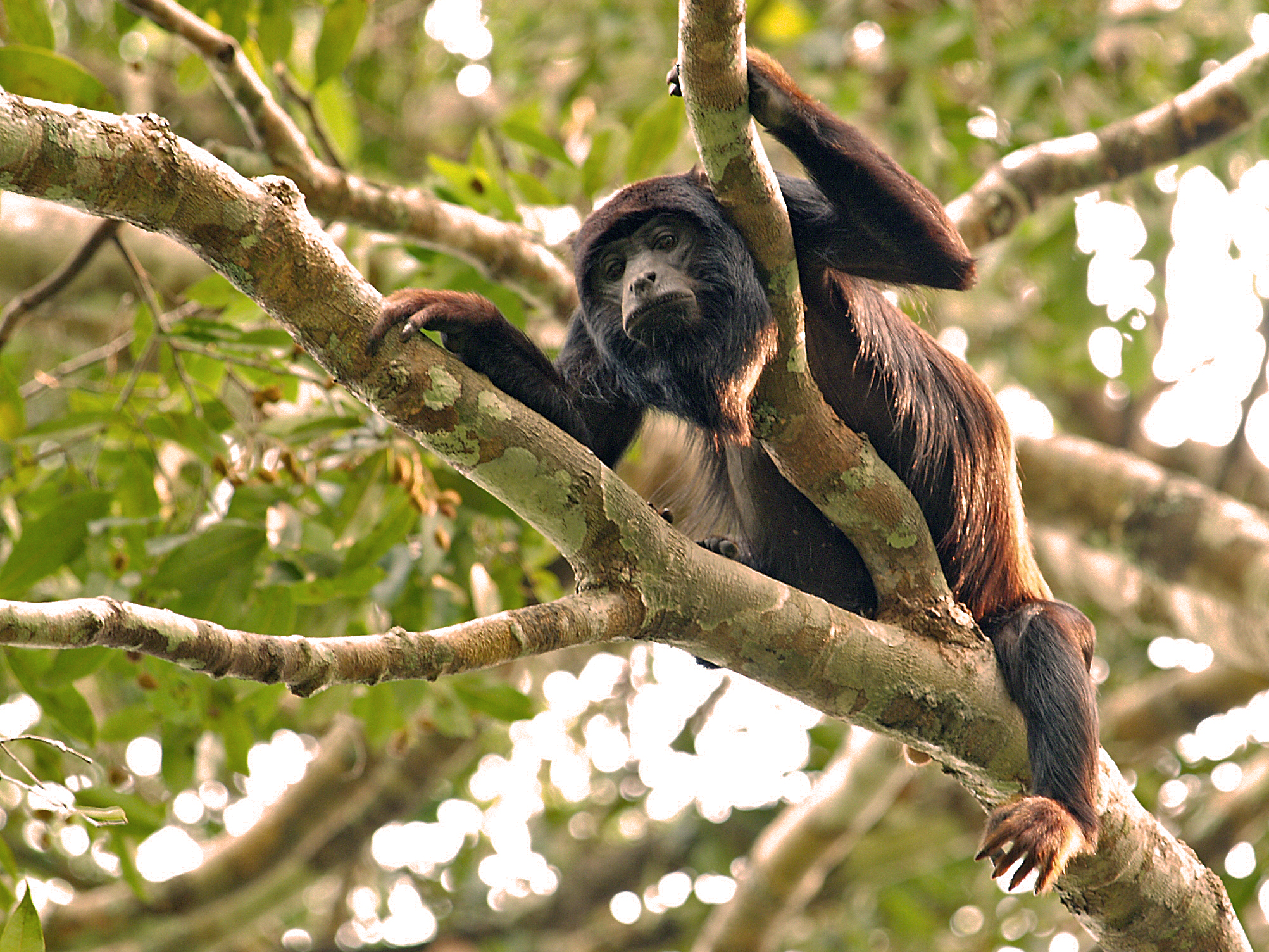
Alouatta discolor é uma espécie endêmica da Amazônia Oriental brasileira.

Na América Central, a espécie com distribuição mais ampla é Alouatta palliata, ocorrendo desde Veracruz, no México, até a Colômbia e Equador, ao norte dos Andes, e faz um contato incerto com Alouatta seniculus nesta região. Na península de Iucatã, Alouatta pigra é a espécie existente, sendo encontrado no México, Belize e Guatemala. Por fim, Alouatta coibensis é endêmico da península de Azuero e ilha Coiba, no Panamá. Na América do Sul, Alouatta arctoidea é endêmica da Venezuela, cogitando-se uma população no leste da Colômbia. Alouatta sara, aparentemente, também é endêmico da Amazônia boliviana. Ainda no oeste amazônico, Alouatta juara e Alouatta seniculus ocorrem em toda a porção oeste do Brasil, no leste e norte do Peru, Equador e Colômbia. Alouatta puruensis ocorre ao longo do rio Purus, em ambas margens, no alto rio Madeira, e o rio Inuya é o limite norte dessa espécie. Alouatta macconnelli é a espécie que ocorre no nordeste da Amazônia, ao norte do rio Amazonas, leste do rio Negro e sudeste do rio Orinoco, sendo encontrado nas Guianas, Suriname, Brasil e Trinidad. Ao sul do rio Amazonas, ocorre Alouatta nigerrima entre os rios Tapajós e Madeira, sendo endêmico do Brasil, dos estados do Pará e Amazonas. Os guaribas-de-mãos-ruivas são todos endêmicos do Brasil, ocorrendo na Amazônia Oriental e Nordeste: Alouatta discolor ocorre ao sul do rio Amazonas, entre os rios Tapajós e Tocantins; Alouatta ululata é restrito à Mata dos Cocais, no Maranhão, Piauí e Ceará; e Alouatta belzebul possui uma distribuição disjunta, ocorrendo entre os complexos do rio Xingu e rio Iriri, até o fim da floresta amazônica (incluindo nessa área, a Ilha de Marajó) e a Mata Atlântica nordestina, desde a margem norte do rio São Francisco até Baía Formosa, nos estados de Alagoas, Pernambuco, Paraíba e Rio Grande do Norte. Na Mata Atlântica do leste até o sul do Brasil, ocorre Alouatta guariba, com duas subespécies: Alouatta guariba guariba, que ocorre do norte do rio Jequitinhonha até Ilhéus e Una, na Bahia, habitando também as florestas do nordeste de Minas Gerais; e Alouatta guariba clamitans, que ocorre desde a região central do Rio Grande do Sul até São Paulo (exceto região norte e noroeste deste Estado), Rio de Janeiro e Espírito Santo, incluindo a província de Misiones na Argentina.  Alouatta caraya possui a maior distribuição geográfica entre os bugios, e ocorre por toda a região central do Brasil até às margens do rio Paraná, no norte e nordeste da Argentina e no leste e sul do Chaco, no Paraguai, sendo encontrado também em estados do sul do Brasil, incluindo o Rio Grande do Sul. Provavelmente, ocorre no extremo noroeste do Uruguai.

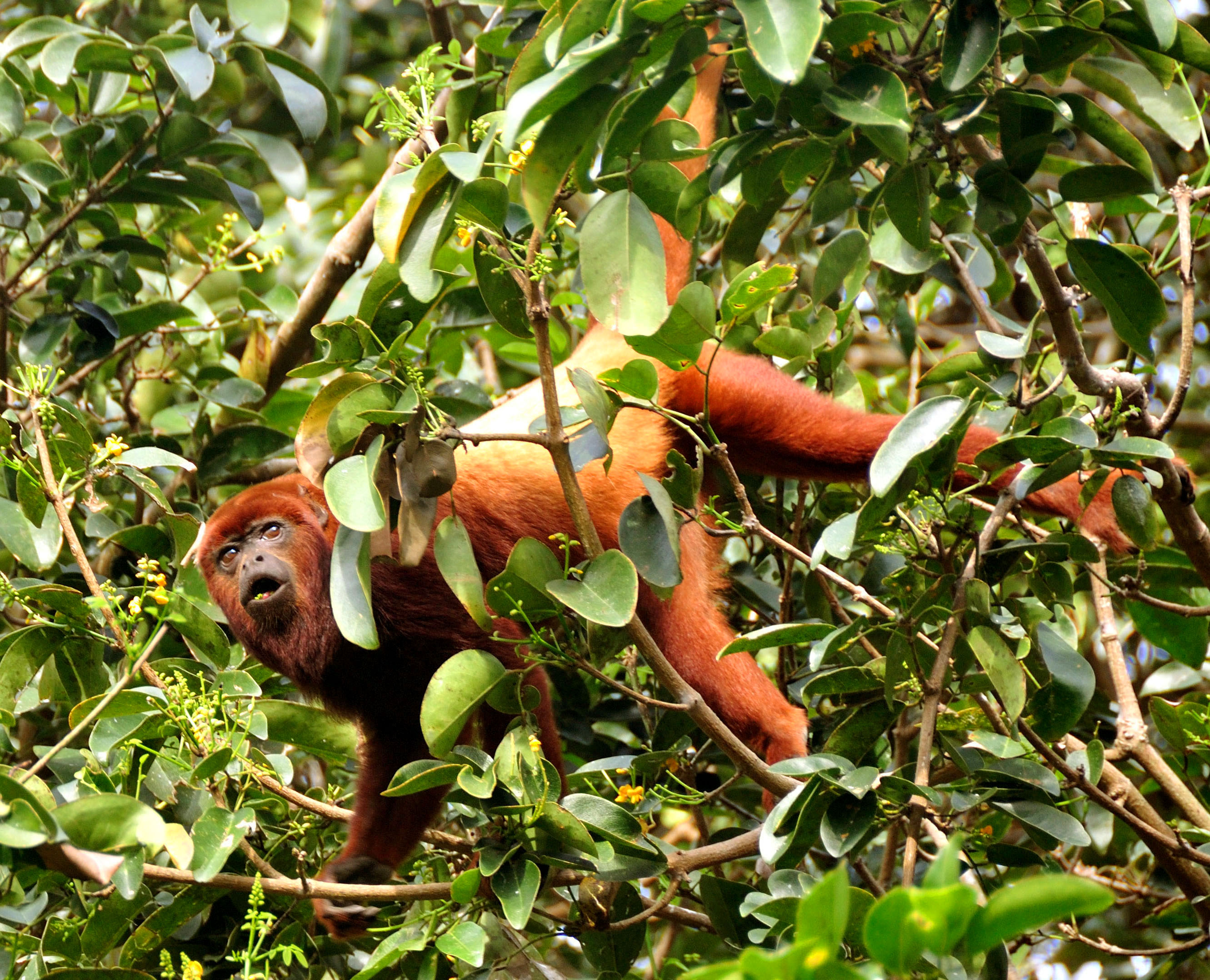
Alouatta arctoidea nos llanos venezuelanos.

Os bugios são animais arborícolas e praticamente ocupam todos os estratos da floresta, mas principalmente o dossel florestal e árvores emergentes. Também preferem viver em florestas primárias, mas são adaptáveis e podem ocorrer em qualquer tipo de habitat florestal, desde pântanos e mangues, até florestas secas e semideciduais, florestas de galeria em áreas de Cerrado e no Pantanal, os llanos na Venezuela e Colômbia, e em áreas de florestas periodicamente inundadas e manchas de florestas em áreas de savana na Amazônia. Pode ser encontrado desde o nível do mar, até altitudes acima de 3200 m. Por não beberem água, os bugios não necessitam viver em áreas próximas a rios. Sua adaptabilidade é tamanha, que frequentemente, são os únicos primatas que restam em áreas altamente alteradas pelo homem: pequenas áreas cercadas por pastagens e campos cultivados sem pressão de caça são capazes de abrigar grupos de bugios. Apesar de tal capacidade de sobrevivência, ambientes pouco perturbados possuem densidades e populações mais saudáveis, e algumas espécies, como Alouatta pigra são mais susceptíveis a alterações do habitat. É o macaco do Novo Mundo com ocorrência mais ao sul, e Alouatta caraya é a única espécie de primata dos pampas, no Rio Grande do Sul e Uruguai.

## Descrição
São animais maciços, de maior porte com relação aos outros primatas sul-americanos (pesam em média 7 kg); possui uma longa pelagem, maior na mandíbula e lados da face, formando uma barba que esconde o volume do osso hióide, que é muito volumoso nesse gênero (até 50 cm³).Esse osso é bem maior nos machos e funciona como uma caixa de ressonância, o que permite uma vocalização bem desenvolvida, embora, com pouca variedade de sons. A face é negra e nua e os bugios possuem uma longa cauda preênsil com uma palma. O dimorfismo sexual é bastante acentuado, principalmente em Alouatta caraya, Alouatta guariba e Alouatta belzebul, com as fêmeas sendo, geralmente, 70% menores que os machos. Em algumas espécies existe uma grande variação na coloração da pelagem, o que dificulta a identificação do sexo e da espécie, como no caso de Alouatta seniculus.

## Ecologia e comportamento

### Vocalizações

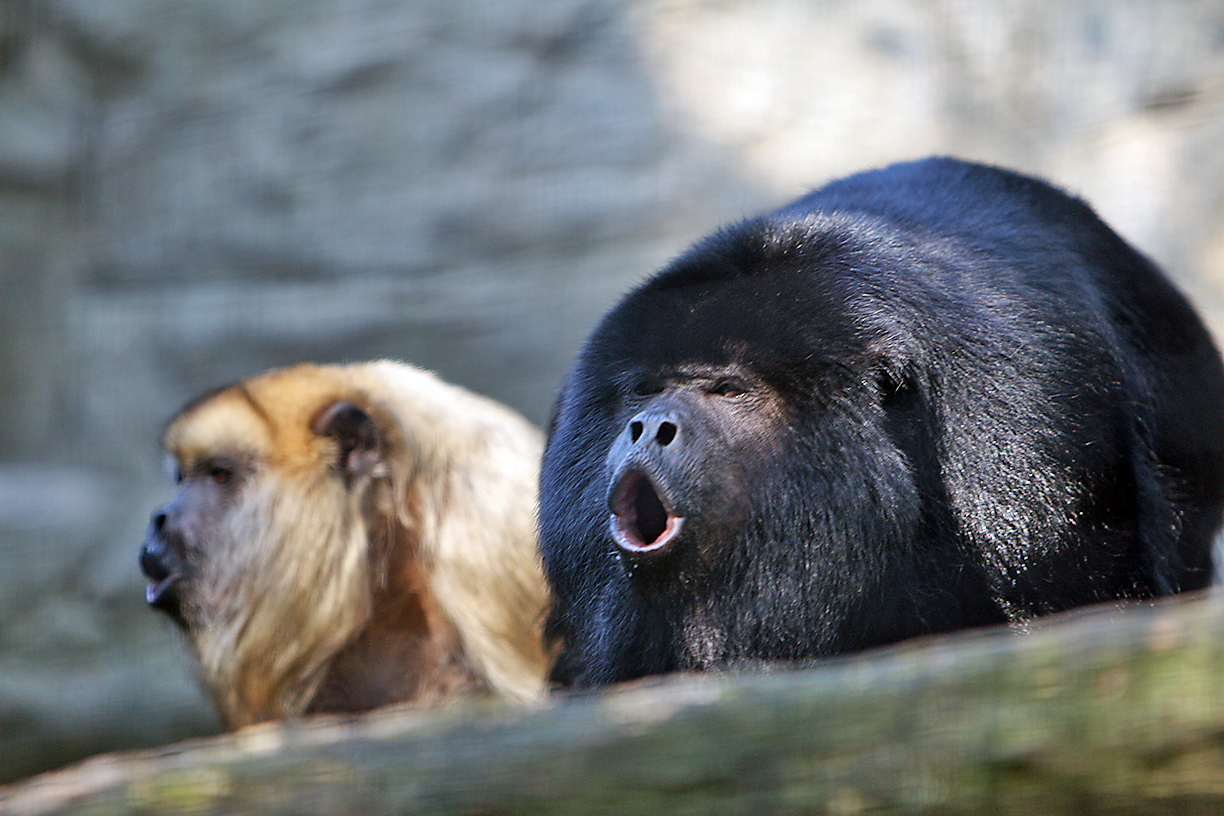
Bugios-preto (Alouatta caraya) vocalizando.

Por conta do enorme volume do osso hióide, os bugios emitem vocalizações poderosas, que podem ser ouvidas à quilômetros de distância. Tais vocalizações são emitidas, na maioria das vezes, em contextos de relações inter-grupos. De fato, a maior parte das vocalizações se dão quando ocorrem contato visual entre os grupos de bugios, e "simulações" da presença de intrusos significativamente aumentam essas vocalizações, principalmente por parte do macho dominante, que realiza buscas em torno do local que estão sendo emitidas as vocalizações simuladas. As vocalizações acabam por impedir que outros grupos se aproximem, evitando encontros agressivos diretos.

### Hábitos Alimentares
Os bugios são primatas predominantemente folívoros, ingerindo principalmente brotos e folhas jovens. Não é raro frutos terem uma porcentagem maior da dieta, como observado em Alouatta pigra e Alouatta discolor. São animais seletivos, se alimentando na maior parte das vezes de algumas poucas espécies de plantas. As atividades de alimentação consomem cerca de 24% do tempo, visto que a maior parte do tempo os bugios estão descansando (cerca de 60%).

### Reprodução e Acasalamento

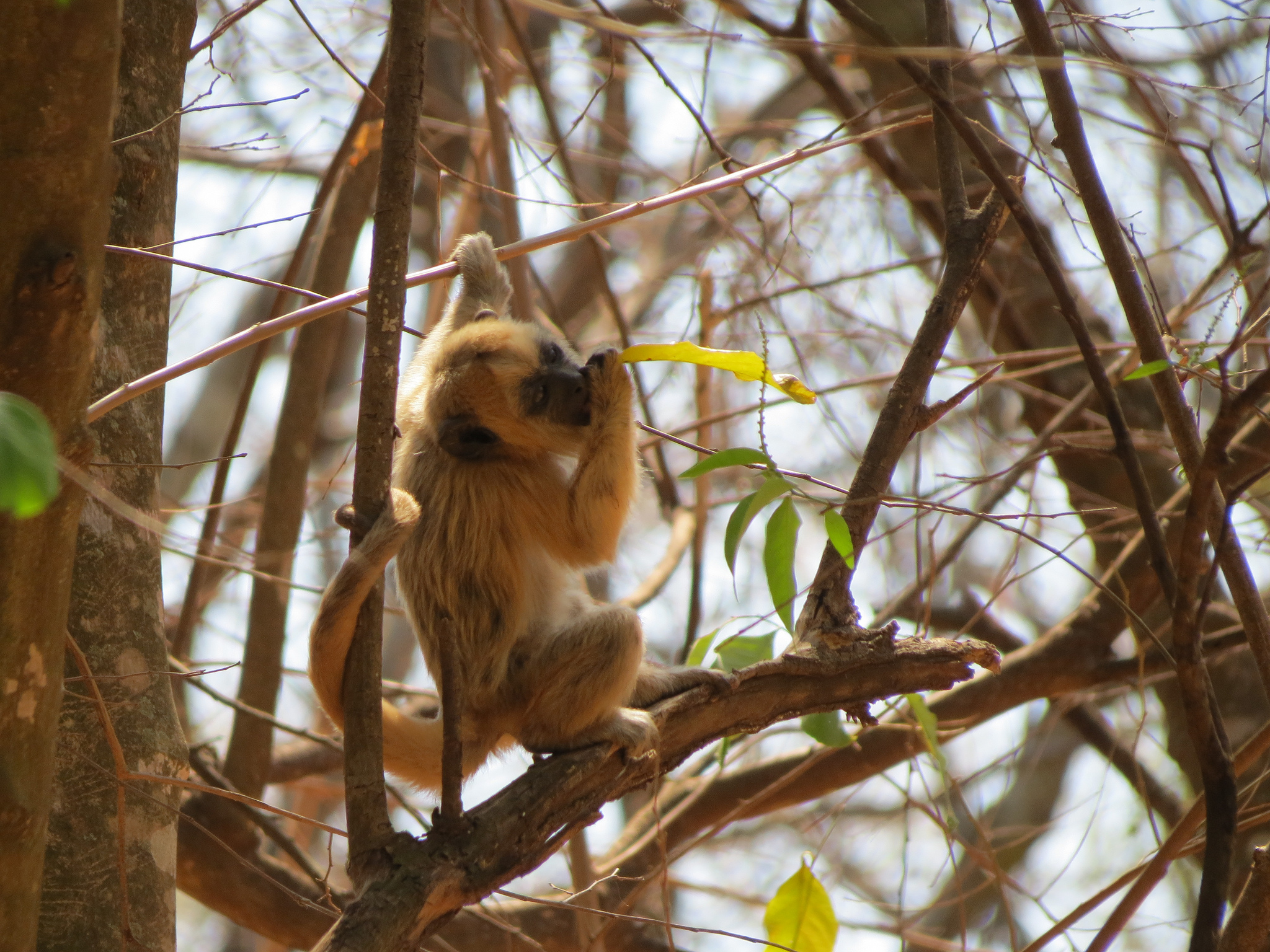
Filhote de bugio-preto.

O ciclo estral das fêmeas é de cerca de 16,3 dias, e a gestação é de cerca de 186 dias, como mostrado em animais em liberdade de Alouatta palliata. Os filhotes nascem em média a cada 22,5 meses por fêmea, e atingem a maturidade sexual entre 36 e 42 meses de idade. Na Argentina, em que existe uma sazonalidade no regime de chuvas e de disponibilidade de alimentos, foi constatado um período específico para acasalamento e nascimento, que coincide com os meses mais secos do ano: a maturidade sexual dos juvenis acaba se dando em meses mais chuvosos e com maior disponibilidade de alimentos. A invasão por outros machos, tal como mudanças na composição de adultos no grupo e no status de machos já residentes ao território, provoca a ocorrência de infanticídios, como observado em Alouatta seniculus e Alouatta pigra.

## Conservação
As espécies do gênero Alouatta possuem boas perspectivas na sobrevivência em ambientes humanizados no Neotrópico. Cerca de 35% dos táxons que compõe o gênero estão em categorias que denotam algum risco de extinção: trata-se de um número baixo em relação a outros gêneros de primatas sul-americanos como Ateles e Brachyteles. A pouca exigência com questão a alimentação e área de vida, assim como a ampla distribuição geográfica, faz com que somente perturbações muito drásticas do ambiente, como total desmatamento de uma área ou a construção de uma usina hidrelétrica e a caça desenfreada afetem a integridade das populações. Entretanto, algumas subespécies encontram-se em grave risco de extinção, como o A. guariba guariba, considerado como "Criticamente em Perigo", segundo a IUCN.